# Gautier III de Vexin
Gautier III de Vexin (Walter, c. 1031-1063) fue conde de Vexin y Amiens de 1035 a 1063 y de Maine de 1062 a 1063. Era hijo de Drogo de Mantes, y de Goda, princesa anglosajona hija de Etelredo II el Indeciso.
Aparece en 1030 como testigo de una donación que hizo su padre a la abadía de Jumièges, y le sucedió en 1035. Continuó la política de sus padres, en buena relación con los capetos de Francia y los duques de Normandía, mas la ruptura de su relación en 1052 puso fin a esta política. Primero intentó la neutralidad entre los dos, pero acabó por unirse al campo del rey Enrique I en 1057.
Se casó con Biota de Maine (m. 1063), hija de Herberto I Despiertaperros, conde de Maine, pero no tuvieron hijos.
Su sobrino Herberto II, conde de Maine, murió en marzo de 1062, legó Maine a Guillermo el Conquistador, duque de Normandía, pero los señores de Maine lo rechazaron, se alzaron contra él y eligieron como conde a Gautier, con el apoyo del conde de Anjou Godofredo III de Anjou. Guillermo el Conquistador emprendió la conquista del condado de Maine, tomando las fortalezas una por una y finalmente se apoderó de Le Mans y capturó a Gautier y Biota. Fueron apresados en Falaise y murieron en circunstancias no muy bien conocidas, algunas fuentes citan el envenenamiento.
Su muerte arregló dos problemas a Guillermo el Conquistador. Por un lado, se libró del conde de Maine, y por otro Gautier era el último hijo superviviente de Godgifu: podría haber sido pretendiente al trono de Inglaterra en la muerte de Eduardo el Confesor tres años más tarde. 
Fue su primo Raúl IV, conde de Valois, quien herederó los condados de Vexin y de Amiens, con la excepción de las villas de Pontoise y de Chaumont-en-Vexin, de las que se había apoderado el rey de Francia.
| Predecesor: Drogo de Mantes | Conde de Vexin y Amiens 1035 - 1063           | Sucesor: Raúl III            |
| Predecesor: Herberto II     | Conde de Maine 1062 - 1063 con Biota de Maine | Sucesor: Roberto Courteheuse |